# Mariama Sowe (Volleyballspielerin)
Mariama Sowe ist eine gambische Volleyballspielerin.

## Leben
Sowe besuchte die St. Joseph’s Senior Secondary School.
Sie spielt beim Armed Forces FC und gewann bis 2020 als Kapitänin ihres Teams sechs Mal in Folge die Meisterschaft, fünf Super Cups und fünf Knockout Cups. Ab 2013/2014 war Mariama Sowe Kapitänin des gambischen Volleyballnationalteams.
Außerdem engagiert sie sich im gambischen Volleyballverband Gambia Volleyball Association.